# Ozero Ostravito
Ozero Ostravito (ryska: Озеро Остравито) är en sjö i Belarus.   Den ligger i voblasten Vitsebsks voblast, i den nordöstra delen av landet, 230 km nordost om huvudstaden Minsk. Ozero Ostravito ligger 196 meter över havet. Arean är 0,25 kvadratkilometer. Den sträcker sig 0,6 kilometer i nord-sydlig riktning, och 0,6 kilometer i öst-västlig riktning.
Omgivningarna runt Ozero Ostravito är en mosaik av jordbruksmark och naturlig växtlighet. Runt Ozero Ostravito är det ganska tätbefolkat, med 139 invånare per kvadratkilometer.